# Kaizu
Kaizu (Japonês: 海津市, Kaizu-shi) é uma cidade japonesa localizada na província de Gifu.
Em 2007 a cidade tinha uma população estimada em 38 615 habitantes e uma densidade populacional de 343,8 h/km². Tem uma área total de 112,31 km².
Recebeu o estatuto de cidade a 28 de Março de 2005.